# پر کاوفلد
پر کاوفلد (سوئدی: Per Kaufeldt; ۱ اوت ۱۹۰۲ – ۲۱ مارس ۱۹۵۶) بازیکن و مربی فوتبال اهل سوئد بود.

## باشگاهی
از باشگاه‌هایی که در آن بازی کرده‌است می‌توان به باشگاه فوتبال مون‌پلیه و باشگاه فوتبال ای‌آی‌کی اشاره کرد.